# Angel Love Story ~Akiiro no Tenshi~
 (mars 2012).
Si vous disposez d'ouvrages ou d'articles de référence ou si vous connaissez des sites web de qualité traitant du thème abordé ici, merci de compléter l'article en donnant les références utiles à sa vérifiabilité et en les liant à la section « Notes et références ».
Singles de Wink
Jive Into the Night
(1995)
Angel Love Story ~Akiiro no Tenshi~ (Angel Love Story ~秋色の天使~) est le 25e (et dernier) single du duo japonais Wink.

## Présentation
Le single sort le 15 septembre 1995 au Japon sous le label Polystar, deux mois seulement après le précédent album du groupe, Flyin' High. Il atteint la 62e place du classement de l'Oricon, et reste classé pendant deux semaines ; il ne se vend qu'à 8 000 exemplaires pendant cette période, l'une des plus faibles ventes d'un disque du groupe. Le duo se séparera peu après à la suite de cette série d'échecs commerciaux, et ce single restera donc son dernier disque original ; de nombreuses compilations et albums de remixes de ses chansons continueront cependant à sortir.
La chanson-titre du single a été utilisée comme thème musical pour une publicité pour la marque Triumph International's Tenshi no Bra ; une version remixée figure en "face B" du single. La chanson-titre ne figurera donc sur aucun album original, mais figurera sur la compilation Reminiscence qui sort deux mois plus tard, puis sur Wink Memories 1988-1996 ; elle sera aussi remixée sur l'album Jam the Wink de 1996.

## Liste des titres
Toutes les paroles sont écrites par Yamada Hiroshi & Hana Katsuo, toute la musique est composée par Masahiro Ikumi.
| 1. | Angel Love Story ~Akiiro no Tenshi~ (Angel Love Story 〜秋色の天使〜)                                         |  |
| 2. | Angel Love Story ~Akiiro no Tenshi~ (Trance Mix) (...~秋色の天使~ [TRANCE MIX])                               |  |
| 3. | Angel Love Story ~Akiiro no Tenshi~ (Original Karaoke) (...~秋色の天使~) (オリジナル・カラオケ)               |  |
| 4. | Angel Love Story ~Akiiro no Tenshi~ (More Trancey Instrumental) (...~秋色の天使~ [MORE TRANCEY INSTRUMENTAL]) |  |